# أندريس كونرادسن
اندريس كونرادسين (بالنرويجية البوكمول: Anders Konradsen)‏ (18 يوليو 1990 ببودو في النرويج - ) هو لاعب كرة قدم نرويجي في مركز الوسط. شارك مع منتخب النرويج تحت 16 سنة لكرة القدم ومنتخب النرويج تحت 17 سنة لكرة القدم ومنتخب النرويج تحت 18 سنة لكرة القدم ومنتخب النرويج تحت 19 سنة لكرة القدم ومنتخب النرويج تحت 21 سنة لكرة القدم ومنتخب النرويج لكرة القدم وNorway national under-23 association football team ‏. أما مع النوادي، فقد لعب مع ستاد رين ونادي روسنبورغ ونادي سترومسغودست ونادي بودو/غليمت.

## وصلات خارجية
- اندريس كونرادسين على موقع اتحاد النرويج (النرويجية)
- اندريس كونرادسين على موقع قاعدة بيانات كرة القدم.إي يو (الإنجليزية)
- اندريس كونرادسين على موقع ناشيونال فوتبول تيمز (الإنجليزية)
- اندريس كونرادسين على موقع Soccerway.com (الإنجليزية)
- اندريس كونرادسين على موقع عالم كرة القدم.نت (الإنجليزية)